# 체쯔허구
체쯔허구(한국어: 가자하구, 중국어: 茄子河区, 병음: Qiézihé Qū)는 중화인민공화국 헤이룽장성 치타이허 시의 행정구역이다. 넓이는 1560km2이고, 인구는 2007년 기준으로 150,000명이다.

## 행정 구역
5개 가도, 2개 진, 2개 향을 관할한다.
- 가도: 新富街道, 东风街道, 富强街道, 向阳街道, 龙湖街道.
- 진: 茄子河镇, 宏伟镇.
- 향: 铁山乡, 中心河乡.